# Espace Quatre Cents
L'Espace Quatre Cents (d'abord connu sous le nom : Espace 400e) est un centre culturel hérité des festivités du 400e anniversaire de la ville de Québec. Il est situé face au bassin Louise, dans le Vieux-Port de Québec.

## Histoire
Le site était occupé à l'origine par une cimenterie de la compagnie Lafarge. L'espace a été reconverti à l'occasion de l'événement Québec 1534-1984 et est devenu le Centre d’interprétation du port de Québec. Le centre a été en opération de 1984 à l'été 2006, date à laquelle on entama d'importants travaux de rénovation pour créer un pavillon à l'occasion du 400e anniversaire de fondation de la ville. Ce legs de 24 millions $ a été inauguré le 2 juin 2008.
Depuis, l'Espace Quatre Cents abrite des expositions et sert d'espace locatif. L'architecte est Dan Hanganu.